# 久代敏男
久代 敏男（くしろ としお、1947年（昭和22年）9月3日 - ）は、日本の実業家。マルハニチロホールディングス（現・マルハニチロ）代表取締役社長。島根県浜田市出身。

## 人物・来歴
島根県立浜田高等学校を経て、1971年中央大学法学部卒業後、大洋漁業入社。
旧マルハ（現・マルハニチロ）プロパーで、興銀出身の五十嵐勇二社長の後継としてマルハニチロホールディングスの社長に副社長から昇格。
マルハニチログループの第2の再編で、HDの下に水産（現・マルハニチロ）・食品（現・マルハニチロ）などの中核企業を統合した会社の構築を検討するも、さらなる合理化が必要となり、マルハニチロ水産を存続会社とした6社合併によるマルハニチロ発足にも道筋をつけ、さらに、当初の再編後の社長就任から合併会社の取締役相談役就任が発表されるも、統合会社に含まれるHDの孫会社であるアクリフーズ（現・マルハニチロ）による「アクリフーズ農薬混入事件」の引責により、合併直前の2014年3月31日付でHD社長を辞職した。